# Morti nel 1718
| Questa pagina contiene informazioni ricavate automaticamente dalle voci biografiche con l'ausilio del template Bio e di un bot. L'aggiornamento è periodico e automatico e ricostruisce completamente la pagina. Se manca una persona in questa lista, sei pregato di non aggiungerla, ma accertati piuttosto che la sua voce biografica contenga il template Bio e che i dati anagrafici siano correttamente compilati. Se il template Bio manca, inseriscilo tu stesso o, in alternativa, metti l'avviso {{tmp\|Bio}} che ne segnala la mancanza. Se i dati riportati sono sbagliati, correggi direttamente la voce biografica; le modifiche saranno visibili in questa lista entro pochi giorni. Per chiarimenti vedi il progetto biografie. La lista contiene solo le 82 persone che sono citate nell'enciclopedia e per le quali è stato implementato correttamente il template Bio. Pagina aggiornata al 2 ago 2025. |

## Gennaio(5)
- 5 gennaio - Michelangelo Fardella, matematico e filosofo italiano (n. 1650)
- 6 gennaio - Gian Vincenzo Gravina, letterato e giurista italiano (n. 1664)
- 17 gennaio - Giacomo Caracciolo, arcivescovo cattolico, diplomatico e funzionario italiano (n. 1675)
- 17 gennaio - Benjamin Church, militare statunitense (n. 1639)
- 29 gennaio - Diacinto Cestoni, naturalista italiano (n. 1637)

## Febbraio(9)
- 1º febbraio - Charles Talbot, I duca di Shrewsbury, politico e diplomatico inglese (n. 1660)
- 4 febbraio - Giuseppe Maria Mitelli, incisore italiano (n. 1634)
- 5 febbraio - Elizabeth Percy, nobile inglese (n. 1636)
- 5 febbraio - Hadrian Reland, filologo e cartografo olandese (n. 1676)
- 14 febbraio - Vittorio Amedeo di Anhalt-Bernburg, principe tedesco (n. 1634)
- 14 febbraio - Guglielmo Enrico di Nassau-Usingen, nobile tedesco (n. 1684)
- 17 febbraio - Charlotte Lee, contessa di Lichfield, nobile inglese (n. 1664)
- 24 febbraio - Wu Li, pittore, poeta e calligrafo cinese (n. 1632)
- 27 febbraio - Václav Karel Holan Rovenský, compositore e organista ceco (n. 1644)

## Marzo(4)
- 3 marzo - Jean d'Estrées, presbitero, politico e diplomatico francese (n. 1666)
- 9 marzo - Marko Gerbec, medico e scienziato sloveno (n. 1658)
- 11 marzo - Guy-Crescent Fagon, medico e botanico francese (n. 1638)
- 16 marzo - Carlo Palma, vescovo cattolico italiano (n. 1643)

## Aprile(8)
- 3 aprile - Jacques Ozanam, matematico francese (n. 1640)
- 11 aprile - Maria Anna di Borbone-Condé, nobile francese (n. 1678)
- 15 aprile - Daniël van Dopff, generale olandese (n. 1650)
- 15 aprile - Antonio Grano, pittore e architetto italiano
- 18 aprile - Michael Wening, incisore tedesco (n. 1645)
- 21 aprile - Philippe de La Hire, matematico, astronomo e architetto francese (n. 1640)
- 21 aprile - Bandino Panciatichi, cardinale italiano (n. 1629)
- 26 aprile - Maria Eleonore von Hatzfeld-Wildenburg, nobile tedesca (n. 1680)

## Maggio(6)
- 2 maggio - Venanzio Simi, vescovo cattolico e storico italiano (n. 1641)
- 7 maggio - Maria Beatrice d'Este, regina (n. 1658)
- 13 maggio - Virginia Benedetta Chierichetti, religiosa italiana (n. 1643)
- 22 maggio - Gaspard Abeille, poeta, drammaturgo e abate francese (n. 1648)
- 29 maggio - Giuseppe Avanzi, pittore italiano (n. 1645)
- 30 maggio - Arnold Joost van Keppel, I conte di Albemarle, ufficiale olandese (n. 1670)

## Giugno(6)
- 13 giugno - Luigi di Lorena, nobile francese (n. 1641)
- 15 giugno - Giovanni XVI di Alessandria, vescovo cristiano orientale egiziano
- 17 giugno - Margherita Maria Farnese, nobile italiana (n. 1664)
- 18 giugno - Jacopo Pilarino, medico e diplomatico greco (n. 1659)
- 24 giugno - Luigi Federico I di Schwarzburg-Rudolstadt, principe (n. 1667)
- 26 giugno - Aleksej Petrovič Romanov, nobile russo (n. 1690)

## Luglio(5)
- 2 luglio - Luca Pertusati, I conte di Castelferro, nobile e politico italiano (n. 1637)
- 18 luglio - Federico Adolfo di Lippe-Detmold, conte (n. 1667)
- 28 luglio - Étienne Baluze, storico francese (n. 1630)
- 29 luglio - Giuseppe Fernandez de Medrano, nobile, giurista e magistrato italiano (n. 1651)
- 30 luglio - William Penn, politico e teologo britannico (n. 1644)

## Agosto(2)
- 13 agosto - Alessandro Arrigoni, vescovo cattolico italiano (n. 1674)
- 25 agosto - Juan Francisco Pacheco, nobile spagnolo (n. 1649)

## Settembre(5)
- 2 settembre - Nicolas Guisnée, matematico francese
- 9 settembre - Diego Ladrón de Guevara, vescovo cattolico spagnolo (n. 1641)
- 11 settembre - Domenico Martinelli, architetto italiano (n. 1650)
- 19 settembre - Henry Howard, VI conte di Suffolk, nobile e politico inglese (n. 1670)
- 21 settembre - Andrea Pisani, ammiraglio italiano (n. 1662)

## Ottobre(3)
- 9 ottobre - Richard Cumberland, filosofo, scrittore e teologo inglese (n. 1631)
- 19 ottobre - Alfonso Enrico di Lorena, nobile francese (n. 1648)
- 24 ottobre - Thomas Parnell, poeta irlandese (n. 1679)

## Novembre(7)
- 3 novembre - Carlo Guglielmo di Anhalt-Zerbst, principe (n. 1652)
- 5 novembre - Hieronymus Ambrosius Langenmantel, presbitero tedesco (n. 1641)
- 7 novembre - Carlo Bichi, cardinale italiano (n. 1638)
- 15 novembre - Maurizio Guglielmo di Sassonia-Zeitz, nobile tedesco (n. 1664)
- 22 novembre - Barbanera, pirata inglese
- 26 novembre - Bernardo Sabadini, compositore e organista italiano
- 30 novembre - Carlo XII di Svezia, sovrano svedese (n. 1682)

## Dicembre(7)
- 6 dicembre - Nicholas Rowe, poeta e drammaturgo inglese (n. 1674)
- 9 dicembre - Vincenzo Maria Coronelli, geografo, cartografo e cosmografo italiano (n. 1650)
- 9 dicembre - Tommaso Nardini, pittore italiano (n. 1658)
- 10 dicembre - Stede Bonnet, pirata inglese (n. 1688)
- 25 dicembre - Franz Arnold von Wolff-Metternich zur Gracht, vescovo cattolico tedesco (n. 1658)
- 26 dicembre - Massimiliano Carlo di Löwenstein-Wertheim-Rochefort, militare austriaco (n. 1656)
- 28 dicembre - Jan Brokoff, scultore boemo (n. 1652)

## Senza giorno specificato(15)
- Alessandro Tommaso Arcudi, scrittore e letterato italiano (n. 1655)
- Giuseppe Cantone, scultore e architetto italiano
- Francesco Corbarelli, scultore italiano
- Devlet II Giray (n. 1648)
- Ephraim Gerhard, giurista e storico della filosofia tedesco (n. 1682)
- Jan Griffier I, pittore e incisore olandese
- Nikolaes Heinsius il Giovane, medico e scrittore olandese (n. 1656)
- Kǒng Shàngrèn, poeta, storico e drammaturgo cinese (n. 1648)
- Pietro Antonio Lavazza, liutaio italiano
- Giovanni Antonio Matera, scultore italiano (n. 1653)
- James Petiver, botanico, farmacista e entomologo britannico (n. 1663)
- Sultan bin Sayf II, sovrano omanita
- Giulio Taglietti, compositore e violinista italiano
- Domenico Tempesti, incisore e pittore italiano (n. 1652)
- Josep Galceran II de Pinós-Santcliment, politico spagnolo (n. 1665)